# El Dorado

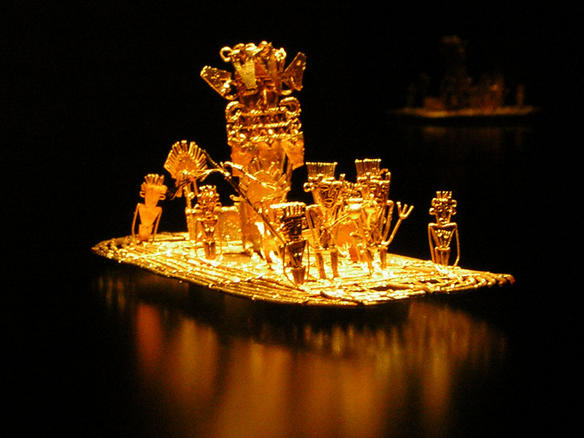
Lo Zipa soleva ricoprirsi il corpo con oro, e dalla sua zattera offriva tesori alla dea Guatavita nel mezzo del lago sacro. Questa antica tradizione dei Muisca originò la leggenda dell'El Dorado.

El Dorado o Eldorado (abbreviazione spagnola di El indio Dorado) è un luogo leggendario in cui sarebbero conservate immense quantità di oro e pietre preziose, oltre a conoscenze esoteriche antichissime. 
Originariamente denominato El Hombre Dorado ("L'uomo d'oro") o El Rey Dorado ("Il re d'oro"), era il termine usato dagli spagnoli nel XVI secolo per descrivere un mitico capo tribù (zipa) o re del popolo Muisca, un popolo indigeno dell'Altiplano Cundiboyacense, in Colombia, il quale, come rito di iniziazione, si copriva di polvere d'oro e si immergeva nella laguna di Guatavita.
Le leggende che circondano El Dorado sono cambiate nel tempo, passando dall'essere un uomo a una città, a un regno e infine a un impero, situato al di là del mondo conosciuto, in cui gli umani vivevano appagati, privi di bisogni materiali, spesso associato al paradiso terrestre situato agli antipodi.
Il mito di El Dorado attirò gli esploratori europei per secoli. Alla ricerca della leggenda, i conquistadores spagnoli e numerosi altri esplorarono quella che oggi è la Colombia, il Venezuela e parti della Guyana e del nord del Brasile, alla ricerca della città e del suo favoloso re. Nel corso di queste esplorazioni è stata cartografata gran parte del Sud America settentrionale, compreso il Rio delle Amazzoni. All'inizio del XIX secolo, l'esistenza della città era ormai liquidata come un mito.
Diverse opere letterarie hanno usato il nome nei loro titoli, a volte come "El Dorado", e altre volte come "Eldorado".

## Le prime ricerche dell'oro nel Sud America
In seguito alla scoperta europea delle Americhe il mito di un luogo leggendario e ricchissimo si rinforzò. Gli indigeni americani, che facevano largo uso di monili in oro fecero pensare agli spagnoli di essere giunti vicino ad un luogo mitico ricco di oro dove i bisogni materiali fossero appagati. Uno dei primi spagnoli a cercare un luogo mitico fu Juan Ponce de León, che nel 1513 cercò in Florida la fonte dell'eterna giovinezza, leggenda che aveva le sue origini nel medievale Romanzo di Alessandro. 
Furono proprio i tesori riportati in Spagna dai conquistadores a spingere i banchieri Welser di Augusta a farsi coinvolgere nella ricerca dell'Eldorado. I Welser avevano ottenuto dall'Imperatore Carlo V i diritti di sfruttamento delle risorse naturali della colonia del Venezuela chiamata dai tedeschi Piccola Venezia, a garanzia di un prestito di 141.000 ducati, necessari a omaggiare i Principi elettori che lo elessero Imperatore del Sacro Romano Impero.
Quando Sebastiano Caboto fu al comando, nel 1525, di una spedizione che aveva come scopo la ricerca del Birù (o Perù), i suoi luogotenenti, tra i quali Francisco Cesar, si inoltrarono nell'interno del Rio della Plata, e forse giunsero al confine dell'attuale Bolivia. Al loro ritorno si diffuse una leggenda, che narrava di una città ricchissima, pavimentata in oro, che loro non erano riusciti a vedere per pochissimo. Questa città fu chiamata "Ciudad de los Cesares". Pedro de Heredia depredò l'oro dei Sinù per lunghi anni e cercò una mitica miniera o città, che per lui era situata al confine tra l'attuale dipartimento di Córdoba e Antioquia (Colombia). Diego de Ordaz risalì il Rio Orinoco nel 1531 alla ricerca di una città d'oro, ma non la trovò, anche se alcuni indigeni gli dissero che più avanti nella selva vi era una montagna di smeraldo.
Tra i finanziatori della spedizione di Caboto del 1525 c'era anche Ambrosius Dalfinger da Ulma (1500-1533) che in realtà si chiamava Ambrosius Ehinger. Quando i Welser ottennero da Carlo V la concessione di sfruttamento mandarono Dalfinger a dirigere la colonia, col titolo di "Governatore delle isole di Venezuela". Questo perché i primi esploratori erano convinti che si trattasse di isole formanti un arcipelago, da cui anche il soprannome di Piccola Venezia, in spagnolo Venezuela. Dalfinger nei documenti spagnoli è chiamato Cinger o Alfinger, e i coloni lo soprannominarono per comodità Micer (messere) Ambrosio. Si stabilì a Coro, allora l'unico insediamento della colonia che fu chiamata Nuova Asburgo. Nel 1529 guidò una prima spedizione esplorativa verso il lago di Maracaibo. Qui, nei pressi della strozzatura che divide il lago dal golfo omonimo, fondò la città di Nuova Norimberga (oggi Maracaibo) e sul versante opposto la città di Nuova Ulma. Col tempo Nuova Ulma è scomparsa ma il posto è chiamato Campo de Ambrosio. Dalle popolazioni rivierasche l'interprete e scrivano del gruppo Esteban Martín seppe che una popolazione dell'interno, che viveva sugli altopiani, usava l'oro come merce, in cambio del cotone grezzo, dei coralli, delle perle e delle conchiglie giganti che gli indigeni usavano come trombe cerimoniali. Inoltre il loro territorio era ricco di pietre verdi che gli spagnoli supposero correttamente fossero smeraldi. Martín confidò le proprie idee a Pedro Limpias, e pare sia stato proprio quest'ultimo, al ritorno a Coro, a diffondere le voci sul mitico regno dell'oro. Furono complessivamente cinque le spedizioni partite dal Venezuela alla ricerca del mitico regno dell'oro. La prima, guidata come detto da Dalfinger, durò dall'agosto 1529 al 18 aprile 1530, quando i resti decimati della spedizione ritornarono a Coro.

## La ricerca di El Dorado

### Le prime spedizioni
Dalfinger, debilitato e febbricitante, prima di imbarcarsi per Santo Domingo nominò provvisoriamente nel giugno 1530 Nikolaus Federmann il Giovane da Ulma (1506-1541) vicegovernatore, capitán general delle forze armate e alcalde mayor di Coro. Federmann, contravvenendo agli ordini di Dalfinger, che non gli aveva rivelato nulla del "regno dell'oro", allestì una propria spedizione di un centinaio di uomini. Versato nelle lettere, in italiano e spagnolo, fu autore di un saggio etnografico sulle popolazioni indigene conosciute durante il suo primo viaggio, di grande interesse dato che di quei popoli, sterminati di lì a poco, si conosce molto poco. Il saggio, Indianische Historia, Eine Schöne kurtz-weilige Historia fu pubblicato ad Hagenau nel 1557 dal cognato Hans Kiefhaber. La prima spedizione Federmann durò dal 16 settembre 1530 al 17 marzo 1531, senza approdare a nulla. Dalfinger, ritornato a Coro, quando seppe che Federmann si era addentrato nell'interno abbandonando la colonia, lo esiliò dal Venezuela per quattro anni. La seconda spedizione Dalfinger partì il 9 giugno 1531 da Coro e vi fece ritorno il 2 novembre 1533. Fu una delle più drammatiche, al termine della quale Dalfinger stesso morì, colpito da una freccia avvelenata.
Il suo posto fu preso da Georg von Speyer, ribattezzato dagli spagnoli Jorge de Espira, inviato dai Welser alla testa di un gruppo di coloni formato da spagnoli e tedeschi, oltre ad alcuni fiamminghi, inglesi, scozzesi e italiani. Hohermuth organizzò una sua spedizione, forte di 500 uomini, partita nel giugno 1535 e terminata il 27 maggio 1538. Il diligente cronista di questa spedizione fu Philipp von Hutten, cugino del famoso poeta e umanista, il cavaliere Ulrich von Hutten. Gli esploratori percorsero ben 1500 miglia verso sud, raggiungendo il rio Guaviare presso l'odierna Bogotà, e passando molto vicino all'altopiano di Jerira abitato dalle tribù Chibcha, all'origine della leggenda dell'Eldorado, ma senza trovare una via d'accesso. Anche questa spedizione, durante la quale morì il veterano Esteban Martín, che aveva partecipato a tutte le esplorazioni precedenti, si concluse in un disastro che costò trecento morti, tra cui Hohermuth stesso, che ricoverato a Santo Domingo non riuscì a riprendersi dalle traversie subite durante il viaggio.
Hohermuth, prima della partenza, terminati i quattro anni di esilio aveva permesso a Federmann di rientrare, dandogli l'incarico di esplorare le terre a ovest del lago di Maracaibo, per determinare i confini della concessione dei Welser e stabilirvi una fortezza. Federmann, dopo essersi scontrato con il governatore della colonia di Santa Marta, don Pedro Fernandez de Lugo, che rivendicò la giurisdizione sulle terre a ovest di Maracaibo, era tornato a Coro nel dicembre 1536. Convinto che Hohermuth fosse morto, nell'autunno 1537 ripartì alla ricerca personale della valle di Jerira, soprattutto dopo aver saputo che Gonzalo Jimenez de Quesada stava approntando a Santa Marta una grandiosa spedizione per trovare le terre dell'Eldorado. La seconda spedizione Federmann per poco non incrociò i superstiti del gruppo Hohermuth, convinti che Federmann si fosse mosso in loro soccorso, dopo che ebbero saputo del passaggio di un gruppo di conquistadores da parte degli indios.
Lo sparuto gruppo era in realtà quanto rimasto della spedizione di Diego de Ordaz, che si riunì alla fine del 1537 con Federmann nei llanos tropicali. L'itinerario di Federmann si concluse nell'inverno 1539, con l'arrivo a Jerira, preceduto solo da poche settimane dalle spedizioni di Quesada e Belalcazar.

### La spedizione di Quesada
La leggenda dell'El Dorado era arrivata a un punto di svolta quando i conquistatori spagnoli Gonzalo Jiménez de Quesada e Sebastián de Belalcázar sentirono parlare di un capo indigeno che si immergeva in una laguna ricoperto di polvere d'oro e gettava delle offerte d'oro nelle profondità delle acque. Sarebbe stato proprio Belalcazar, sentendo nel 1536 il racconto di un mercante indigeno nativo di Llactalunga, a coniare per primo il termine "El indio Dorado", abbreviato in El Dorado, a indicare il sovrano indio coperto di polvere d'oro che gli era stato descritto. La laguna in cui compiva le abluzioni rituali era la laguna di Guatavita, nelle vicinanze della attuale città di Bogotà, fondata da Quesada il 29 aprile 1539 con una breve cerimonia alla presenza degli altri due comandanti. Caso unico nella storia, ben tre conquistadores erano giunti contemporaneamente e per vie diverse nello stesso luogo, attirati dalla chimera dell'oro. Quesada era giunto per primo da nord-ovest, Belalcazar da sud e infine Federmann da nord-est.
La civiltà che aveva dato origine alla leggenda dell'El Dorado era quella dei Chibcha. Fu depredata da Quesada e non resse all'urto della conquista, estinguendosi nel giro di pochi decenni, tanto che ancor oggi il suo nome è poco noto e non viene mai annoverato tra le civiltà precolombiane travolte dal contatto con gli europei. Il clamoroso equivoco in cui incorsero i conquistadores a proposito dell'El Dorado è dovuto al fatto che i Chibcha non possedevano oro in proprio, ma lo ricavavano a loro volta da traffici con le popolazioni finitime. Questo fece credere agli spagnoli che la "terra dell'oro" all'origine delle incredibili leggende fosse un'altra, e non quella che avevano scoperto e abbondantemente razziato. I Chibcha possedevano invece miniere di sale e l'unico giacimento di smeraldi delle Americhe. L'oro, di origine alluvionale, abbondava lungo il corso del Cauca, e nella provincia dell'Ecuador settentrionale, al confine con la Colombia, chiamata Esmeraldas. Paradossalmente gli spagnoli chiamarono Esmeraldas la terra dove trovarono i primi smeraldi, provenienti dall'Eldorado, e chiamarono Eldorado la terra dove vi era l'oro proveniente dall'Esmeraldas.
Nel dicembre 1540, dopo la morte di von Speyer avvenuta nel giugno 1540, Filipp Von Hutten divenne governatore capitano generale del Venezuela. Poco dopo scomparve nell'entroterra, facendo ritorno solo dopo cinque anni di peregrinazioni per poi scoprire che uno spagnolo, Juan de Carvajal, era stato nominato governatore in sua assenza. Con uno dei suoi compagni di viaggio, Bartholomew Welser il Giovane, fu imprigionato da Carvajal nell'aprile 1546, ed entrambi furono poi giustiziati.

### La scoperta del Rio delle Amazzoni da parte di Orellana
Successivamente l'El Dorado fu cercato nelle profondità della selva amazzonica dall'esploratore estremegno Francisco de Orellana, ma non fu mai trovato. La leggenda dell'El Dorado fu viva anche nell'America settentrionale, in quanto Francisco Vázquez de Coronado cercò a lungo le sette città di Cibola senza mai trovarle.

### La spedizione di Lope de Aguirre
Nel 1560 il sanguinario Lope de Aguirre prese il comando, uccidendo Pedro de Ursúa, di una spedizione nella selva amazzonica, e si proclamò "Re dell'Amazzonia". La spedizione aveva come scopo la ricerca dell'El Dorado, ma finì tragicamente: Lope de Aguirre fu giustiziato in Venezuela. «El Dorado fu anche il nome che gli Spagnoli dettero al principe chibcha che veniva unto con olio e cosparso di polvere d'oro e si trasformava quindi in un uomo dorato.
Fu El Dorado la calamita che attirò avventurieri, esploratori, aristocratici e che indusse perfino certi banchieri europei a finanziare le migrazioni le quali muovevano alla scoperta del luogo in cui si celava questo uomo dorato.» (Victor Von Hagen, Introduzione a L'Eldorado. Alla ricerca dell'uomo d'oro, Rizzoli, 1976)

### Walter Raleigh
Nel 1594 Sir Walter Raleigh e la regina Elisabetta I avevano fissato molti obiettivi per la spedizione inglese a Trinidad e Guayana e credeva di avere una reale possibilità di trovare la città di El Dorado nel bacino del fiume Orinoco nell'attuale Venezuela, che sospettava essere una vera città indiana chiamata Manõa. In secondo luogo, sperava di stabilire una presenza inglese nell'emisfero australe che potesse competere con quella spagnola. Il suo terzo obiettivo era creare un insediamento inglese nella Guayana, e cercare di ridurre il commercio tra i nativi e gli spagnoli. 
Una volta tornato in Inghilterra, pubblicò The Discovery of Guiana (1596), un resoconto del suo viaggio che faceva affermazioni esagerate su ciò che era stato scoperto. Il libro può essere visto come un contributo alla leggenda di El Dorado. Il Venezuela ha depositi d'oro, ma nessuna prova indica che Raleigh abbia trovato delle miniere. A volte si dice che abbia scoperto il Salto Angel, ma queste affermazioni sono considerate inverosimili. 
Raleigh fu arrestato e imprigionato nella Torre di Londra il 19 luglio 1603, e il 17 novembre fu processato nella Grande Sala del Castello di Winchester per tradimento, a causa del suo coinvolgimento nella congiura contro re Giacomo I. Nel 1617 Raleigh fu rilasciato per condurre una seconda spedizione in Venezuela alla ricerca di El Dorado. Durante la spedizione gli uomini di Raleigh, sotto il comando del suo amico di lunga data Lawrence Keymis, attaccarono l'avamposto spagnolo di Santo Tomé de Guyana (San Tomé) sul fiume Orinoco in violazione dei trattati di pace con la Spagna. Al ritorno di Raleigh in Inghilterra, l'oltraggiato ambasciatore spagnolo conte Gondomar chiese a re Giacomo I il ripristino della condanna a morte di Raleigh. Egli fu quindi condotto a Londra da Plymouth da sir Lewis Stukeley, e rinunciò a numerose opportunità di fuga. Fu decapitato nel cortile del palazzo di Westminster.

### Le spedizioni nel continente Antico
L'idea di un luogo leggendario situato al di là del mondo conosciuto fu viva fin dal medioevo quando a lungo si cercò il regno del Prete Gianni. Furono i portoghesi a cercare a lungo il regno del Prete Gianni, con le spedizioni di Pero da Covilla e Afonso da Paiva.

### Le spedizioni dei secoli successivi
Nel 1920 l'inglese Percy Harrison Fawcett cercò a lungo l'El Dorado nella selva dell'alto Xingu in Brasile, scrisse in un rapporto la scoperta della "città perduta di Z" e in una seconda spedizione nel Mato Grosso con suo figlio non fece mai più ritorno. Nella seconda metà del secolo XX, molti esploratori cercarono la città di Paititi. Secondo la leggenda gli Incas si sarebbero nascosti in una città sotterranea, quando Francisco Pizarro giunse nel Perù, e ancora li vivrebbero. Negli anni '70 del ventesimo secolo la leggenda fu ravvivata dopo la pubblicazione del libro La cronaca di Akakor di Karl Brugger.

## Ricerche recenti
A partire dall'inizio del XX secolo sono state portate a termine una serie di spedizioni che hanno avuto come scopo la ricerca del Paititi, da alcuni individuato come il vero El Dorado. La prima di queste spedizioni fu quella intrapresa dall'esploratore inglese Percy Fawcett, nel 1925. 
Altre, tra cui una spedizione guidata tra il 1987 e il 1988 da John Hemming della Royal Geographical Society sull'Isola di Maracá non portarono a nessun risultato.
Nel 2001 l'archeologo Mario Polia ha scoperto, negli archivi della Compagnia di Gesù, una lettera, contenente il rapporto su un miracolo, del missionario gesuita Andrea Lopez che scriveva di una città ricchissima chiamata Paititi, nascosta nella selva a circa dieci giorni di cammino da Cusco. Si ipotizza che il missionario abbia informato il Papa sulla ubicazione esatta della città, ma che la Santa Sede non avrebbe mai rivelato per evitare una sfrenata corsa all'oro e un'isteria di massa.

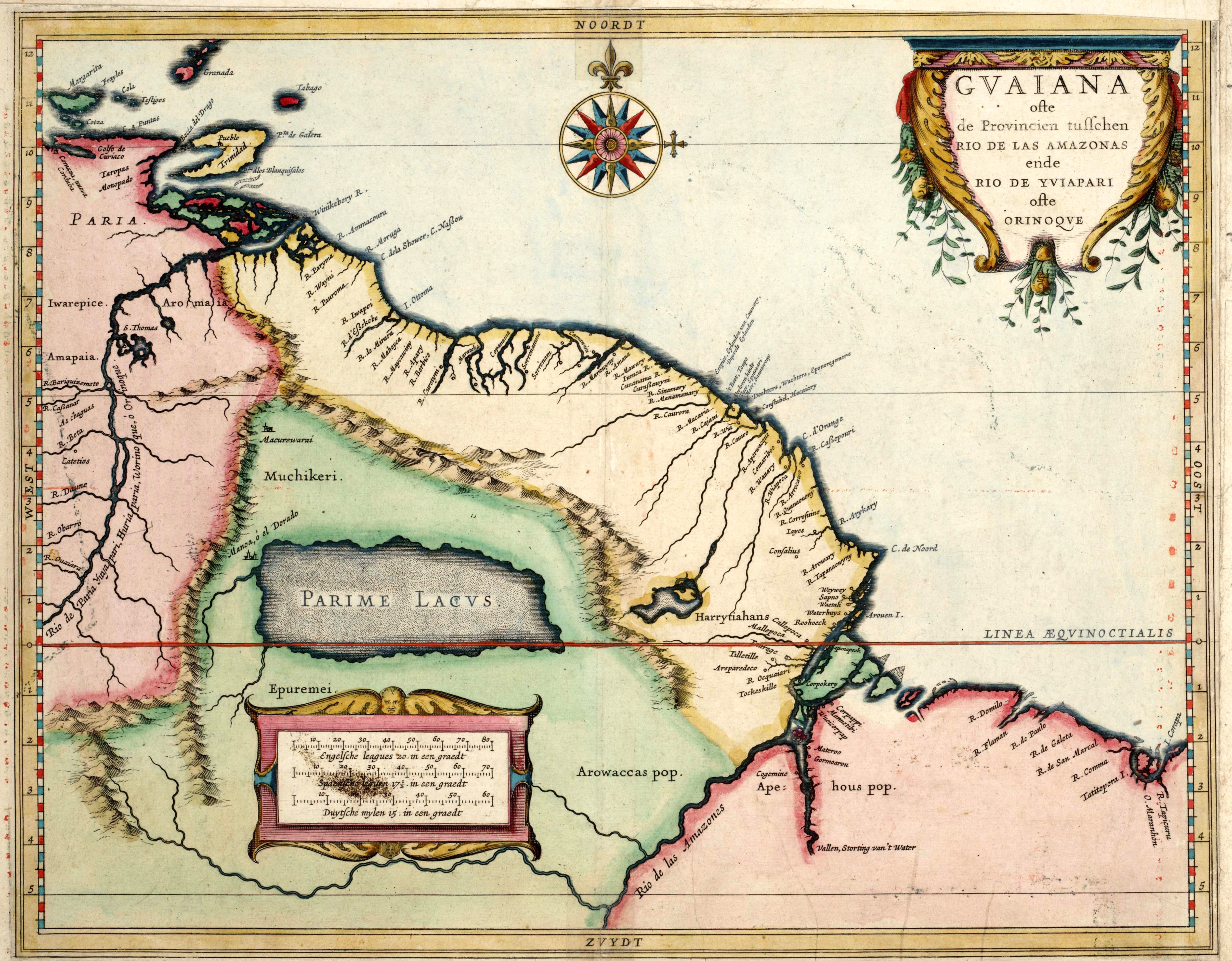
Mappa del 1625 che indicherebbe la presunta posizione di El Dorado e del leggendario Lago Parime.

L'esistenza di El Dorado è stata inoltre messa in relazione con un lago leggendario, detto Parime, di cui sono stati rilevati alcuni indizi nel nord del Brasile.
Dal 2007 un team di ricercatori internazionali e multidisciplinari, guidati dall'archeologo ed esploratore venezuelano Jose Miguel Perez-Gomez, ha condotto diverse spedizioni nelle aree inesplorate della giungla del sud-est del Venezuela alla ricerca di questo leggendario Lago Parime.
Nel corso dei primi anni del ventunesimo secolo, diversi altri archeologi e geografi si sono posti alla ricerca dei resti di El Dorado e del lago annesso, nella selva peruviana. Uno di questi è il polacco Jacek Palkiewicz, nella sua spedizione del 2002. Nel 2006 lo statunitense Gregory Deyermenjian e il peruviano Paulino Mamani hanno intrapreso una spedizione nella selva di Pantiacolla (Amazzonia peruviana).
Secondo varie ipotesi esisterebbero persino molteplici città d'oro ma in luoghi diversi. Comunque, le registrazioni più comuni di esse sono situate in coordinate pari alle Ande centro settentrionali o addirittura nello Yucatan. Nel 2010 grazie allo studio di immagini satellitari e fotografie aeree sono state scoperte, al confine tra Brasile e Bolivia, un insieme di geoglifi subito additati come i resti di El Dorado.

## Influenze culturali

### Televisione
- El Dorado - La città perduta - Regia di Terry Cunningham (2010)

### Cinema
- Aguirre, furore di Dio - Regia di Werner Herzog (1972)
- A peso d'oro (El Dorado) Regia di Carlos Saura (1988)
- La maschera di Zorro  - Regia di Martin Campbell (1998)
- La strada per El Dorado - Regia di Bibo Bergeron, Will Finn, Don Paul (2000)
- Indiana Jones e il regno del teschio di cristallo - Regia di Steven Spielberg (2008)
- Civiltà perduta - Regia di James Gray (2016)
- Outer Banks 3 - Regia di Josh Pate, Jonas Pate e Shannon Burke (2023)

### Letteratura
- Voltaire nel Candido parla di un luogo leggendario dove la ricchezza non esiste e tutti sono felici.
- El Dorado è anche uno dei paesi immaginari presenti nella saga di Ulysses Moore, scritta da Pierdomenico Baccalario, essa è infatti raggiungibile tramite le Porte del Tempo o il Labirinto d'Ombra. Benché nessun libro della serie sia ambientato ad El Dorado, i protagonisti la visitano due volte nel corso della storia: la prima volta nel decimo libro, la seconda nell'undicesimo.
- "Eldorado" è il titolo di una poesia di Edgar Allan Poe, pubblicata il 21 aprile 1849. Poe racconta di un prode cavaliere che trascorre la maggior parte della sua vita alla ricerca di Eldorado, apparentemente senza mai trovarla.

### Musica
- il gruppo rock Electric Light Orchestra ha pubblicato nel 1974 un LP intitolato Eldorado.
- Il gruppo heavy metal Iron Maiden ha pubblicato il singolo El Dorado, tratto dall'album The Final Frontier.
- Il gruppo rock Negrita ha realizzato l'album HELLdorado intorno al mito del paese dell'oro.
- Neil Young, cantautore canadese nel 1989 pubblicò il singolo "Eldorado".

- La cantante Miranda, celebre nei primi anni 2000, ha pubblicato il singolo dance Eldorado.
- La canzone El Dorado del gruppo K-Pop EXO fa parte del loro album Exodus del 2015.
- L'undicesimo album della cantante pop colombiana Shakira si intitola El Dorado.
- Il gruppo folk-rock italiano Mau Mau, nel 1998, ha pubblicato una canzone dal titolo Eldorado, contenuta nell'album omonimo.
- Il cantante italiano Mahmood, nel luglio 2020, ha pubblicato un singolo dal titolo Dorado, con la collaborazione di Sfera Ebbasta e Feid.
- Il primo album del rapper statunitense 24kGoldn si intitola El Dorado.
- La band britannica Drum Theatre ha pubblicato nel 1985 il suo primo singolo dal titolo Eldorado

### Televisione
- La serie animata Pepero racconta le avventure di un bambino alla ricerca de El Dorado.

### Giochi da tavolo
- Nel 2017 è stato pubblicato da Ravensburger un gioco da tavolo in stile tedesco di Reiner Knizia dal titolo The Legendary El Dorado, in cui i giocatori si calano nel ruolo di esploratori alla ricerca della mitica città d'oro; in seguito al buon successo del gioco sono state pubblicate anche due espansioni: The Quest for El Dorado: Heroes & Hexes e The Quest for El Dorado: The Golden Temples.

### Videogiochi
- Nel videogioco Uncharted: Drake's Fortune El Dorado è un idolo/sarcofago d'oro, che però racchiude un terribile gas che muta geneticamente in pochi istanti gli esseri viventi, rendendoli feroci e selvaggi con pupille dilatate, che col tempo si trasformano in veri e propri mostri simili a zombie.
- Il videogioco Assassin's Creed si basa indirettamente su tematiche riguardanti Il Giardino dell'Eden.
- Nell'espansione The Forgotten della versione HD di Age of Empires II, una delle campagne è intitolata El Dorado, ed è incentrata sulle esplorazioni di Francisco de Orellana alla ricerca di questo luogo leggendario.
- Nel gioco di carte collezionabili Yu-Gi-Oh! (gioco di carte) è presente un archetipo di carte chiamate "Terra Dorata" che sono un riferimento ad El Dorado.
- La trilogia videoludica degli anni 90 per PC di The Journeyman Project, ovvero The Journeyman Project: Pegasus Prime, The Journeyman Project 2: Buried in time e The Journeyman Project 3: Il retaggio del tempo ha come protagonista l'Agente 5 dell'agenzia di sicurezza temporale GAGE BLACKWOOD, interpretato dall'attore Jerry Rector, che viaggia indietro nel tempo toccando mete come Atlantide, El Dorado, Shangrila e altri luoghi della storia.
- El Dorado (2009) flipper digitale di Zen Studios.
- Pitfall: The Lost Expedition (2004)